# Lucius Antonius Naso
Lucius Antonius Naso (vollständige Namensform Lucius Antonius Marci filius Fabia Naso) war ein im 1. Jahrhundert n. Chr. lebender Angehöriger des römischen Ritterstandes (Eques). Durch eine Inschrift, die in Baalbek gefunden wurde und die auf 77/78 n. Chr. datiert wird, sind einzelne Stationen seiner Laufbahn bekannt.

## Leben
Naso begann seine militärische Laufbahn als Centurio in der Legio III Cyrenaica, die in der Provinz Aegyptus stationiert war. Danach war er Centurio in der Legio XIII Gemina, die in der Provinz Pannonia stationiert war. Er wurde von einem Kaiser, dessen Name auf der Inschrift verlorengegangen ist, mit der albata decursio ausgezeichnet. Als Centurio war er zugleich auch Verwalter einer Gemeinde in Pannonien (civitatis Colaphianorum). Er wurde schließlich zum Primus Pilus in der Legio XIII Gemina befördert und war damit der ranghöchste Centurio dieser Legion.
Als Nächstes wurde er Tribun in der neu aufgestellten Legio I Italica; damit war auch der Aufstieg in den Ritterstand verbunden. Anschließend übernahm Naso in Rom als Tribun die Leitung der folgenden Einheiten: der Cohors IIII Vigilum, der Cohors XV Urbana, der Cohors XI Urbana sowie der Cohors IX Praetoria. Den letzten Posten bekleidete er im Jahr 68. Er erhielt auch verschiedene Auszeichnungen: die Corona vallaris, die Corona aurea, zweimal vexillis und zweimal die Hasta pura.
Nach dem Tode Neros (54–68) geriet Naso in die Wirren des Vierkaiserjahres. Er wurde ein weiteres Mal Primus Pilus, diesmal in der Legio XIV Gemina. Anschließend übernahm er in Rom als Tribun die Leitung der Cohors I Praetoria. Ihm wurde zusätzlich noch das Kommando über die Veteranen der verschiedenen Armeen übertragen, die sich in Rom aufhielten (praeposito supra veteranos Romae morantium plurium exercituum).
Zum Abschluss seiner Laufbahn wurde Naso um 77/78 Procurator Augusti in der Provinz Pontus et Bithynia. Durch zwei weitere Inschriften auf Meilensteinen, die auf 78 datiert sind, ist belegt, dass er in der Provinz Straßenbaumaßnahmen durchführen ließ.

## Herkunft und Familie
Naso war in der Tribus Fabia eingeschrieben und stammte entweder aus Berytus, dem heutigen Beirut oder aus Colonia Heliopolis, dem heutigen Baalbek. Er war ein Verwandter (möglicherweise der Bruder) von Titus Antonius Taurus. Die beiden (Antonius Taurus et Antonius Naso) werden von Tacitus in den Historiae erwähnt.